# Jonathan Brandis
Jonathan Gregory Brandis (ur. 13 kwietnia 1976 w Danbury, zm. 12 listopada 2003 w Los Angeles) – amerykański aktor i reżyser telewizyjny i filmowy.

## Życiorys
Występował w roli młodego informatyka Lucasa Wolenczaka w futurystycznym serialu NBC SeaQuest i jako Barry Gabrewski w filmie sensacyjnym Aarona Norrisa Kumple (Sidekicks, 1992).
Swoją pierwszą odznaczającą się rolę otrzymał w Niekończącej się opowieści II. Zagrał również „Jąkającego Billa” Denbrough w miniserialu To z 1990, nakręconego na podstawie powieści Stephena Kinga, oraz w komedii Drużyna biedronek zagrał chłopca, który przebrał się za dziewczynkę, aby zagrać w dziewczęcej drużynie.
W 1994 roku został wyróżniony nagrodą Young Artist Award dla najlepszego młodego aktora za rolę Lucasa Wolenczeka w serialu telewizyjnym SeaQuest.
12 listopada 2003 roku zmarł na skutek obrażeń, spowodowanych podjętą dzień wcześniej próbą samobójczą. Miał 27 lat. Według relacji jego matki, Brandis wybrał się z przyjaciółmi na kolację, po której wszyscy wrócili do jego mieszkania. Przyjaciele zeznali, że wyglądał na sfrustrowanego, rozglądał się dookoła. Gdy opuścił pokój, jeden z przyjaciół po ok. 15 minutach wyszedł go poszukać. Znalazł go na korytarzu drugiego piętra – wiszącego na nylonowej linie.

## Filmografia

### Filmy fabularne
- 1987: Fatalne zauroczenie (Fatal Attraction) jako gość na przyjęciu
- 1988: Niewłaściwi faceci (The Wrong Guys) jako Kid Tim
- 1988: Oliver i spółka (Oliver & Company) – różne głosy (niewymieniony w napisach i w czołówce)
- 1989: Smętarz dla zwierzaków – różne głosy
- 1989: Ojczym 2 (Stepfather II) jako Todd Grayland
- 1990: Tata duch (Ghost Dad) – głos
- 1990: Niekończąca się opowieść II: Następny rozdział (The NeverEnding Story II: The Next Chapter) jako Bastian
- 1991: Our Shining Moment (TV) jako Michael ‘Scooter’ McGuire
- 1992: Drużyna biedronek (Ladybugs) jako Matthew/Martha
- 1992: Kumple (Sidekicks) jako Barry Gabrewski
- 1994: Dobry król (Good King Wenceslas, TV) jako książę Wenceslas
- 1994: Głupi i głupszy (Dumb and Dumber) jako Nick
- 1996: Her Last Chance (TV) jako Preston Altherton
- 1996: Elza z afrykańskiego buszu – nowa przygoda (Born Free: A New Adventure, TV) jako Randolph 'Rand' Thompson
- 1996: Skok w ciemność (Fall into the Darkness, TV) jako Chad
- 1997: Tragiczny rejs (Two Came Back, TV) jako Jason
- 1998: Aladdin’s Arabian Adventures: Magic Makers jako Mozenrath (głos)
- 1999: Prawa młodości (Outside Providence) jako Mousy
- 1999: Przejażdżka z diabłem (Ride with the Devil) jako Cave Wyatt
- 2002: Rok, który nas zmienił (The Year That Trembled) jako Casey Pedersen
- 2002: Wojna Harta (Hart’s War) jako Lewis P. Wakely
- 2003: Kochankowie mimo woli (Between the Sheets) jako Robert Avacado
- 2004: Puerto Vallarta (Puerto Vallarta Squeeze) jako agent Neil Weatherford
- 2005: Bad Girls from Valley High jako Drew

### Seriale TV
- 1982: Tylko jedno życie (One Life to Live) jako młody Kevin Riley Buchanan
- 1984: Kate i Allie (Kate & Allie) jako przyjaciel Chipa
- 1986: Sledge Hammer! jako młody Sledge
- 1986: Mystery Magical Special w roli samego siebie
- 1987: Dzień dobry, panno Bliss (Good Morning, Miss Bliss) jako Michael Thompson
- 1987: Prawnicy z Miasta Aniołów (L.A. Law) jako Kevin Talbot
- 1987: Dzień dobry, panno Bliss (Good Morning, Miss Bliss) jako Michael Thompson
- 1987: Biedna mała bogata dziewczynka (Poor Little Rich Girl: The Barbara Hutton Story) jako 11-letni Lance Reventlow
- 1988: Webster jako Bobby
- 1989: Pełna chata (Full House) jako Michael
- 1989: Who’s the Boss? jako Paul
- 1990: To (It) jako William ‘Stuttering Bill’ Denbrough
- 1990: Napisała: Morderstwo (Murder, She Wrote) jako Kevin Bryce
- 1990: Alien Nation jako Andron
- 1990: The Munsters Today jako Matt Glover
- 1990: Flash (The Flash) jako Terry Cohan
- 1991: Gabriel’s Fire jako Matthew Fixx
- 1991: Cudowne lata (The Wonder Years) jako Steve
- 1991: Blossom jako Stevie
- 1991: Pros and Cons jako dzieciak
- 1992: Crossroads jako Michael Stahl
- 1993–96: SeaQuest jako Lucas Wolenczak
- 1993: Byle do dzwonka: Lata w college’u (Saved by the Bell: The College Years) w roli samego siebie
- 1994-95: Aladyn (Aladdin) jako Mozenrath (głos)
- 2003: Gramercy Park 111 (111 Gramercy Park) jako Will Karnegian